# 시바 료타로
시바 료타로(일본어: 司馬 遼太郎, 1923년 8월 7일~1996년 2월 12일)은 일본의 소설가, 논픽션작가, 평론가이다. 본명은 후쿠다 데이이치(일본어: 福田 定一)이다. 오사카부 오사카시에서 태어났다.
산케이 신문 재직 중에 《올빼미의 성》(梟の城)으로 나오키상을 받았다. 《료마가 간다》(竜馬がゆく)를 비롯해 역사 소설로 명성을 떨쳤다. 일각에서는 시바 료타로의 역사 소설은 이시다 미쓰나리(石田三成)를 위주로 한 편파스러운 서술과 상상력으로 재구성된 허구로서 객관적 사실에 부합하지 않는 면도 많다고 평한다.

## 삶

### 어린 시절
시바 료타로의 본명은 후쿠다 데이이치이다. 1923년(다이쇼 12년) 8월 7일, 일본 오사카부의 오사카 미나미 구(南区) 난바니시간다 정(難波西神田町, 나니와구 시오쿠사塩草)에서 약국을 운영하던 약제사인 아버지 후쿠다 고레사다(福田是定)와 어머니 나오지(直枝) 사이에서 둘째 아들로 태어났다. 형은 두 살의 어린 나이로 일찍 세상을 떠나고 누나와 여동생이 한 명씩 있었다. 어린 시절 그는 각기병 때문에 세 살 때까지 나라현 기타가쓰라기군(北葛城郡) 다이마 정(當麻町, 지금의 가쓰라기시)에 있는 외가에서 자랐다.
1930년(쇼와 5년) 오사카시 난바 시오쿠사 심상소학교(難波塩草尋常小学校, 오사카 시립 시오쿠사 다테바 소학교)에 입학하였다. 성격은 밝았으나 학교 생활을 싫어해서 개구쟁이이기도 했다고 한다.
1936년(쇼와 11년) 사립 우에노미야 중학교(上宮中学校)로 진학했다. 입학 뒤의 성적은 300명 중에 꼴찌에 가까웠고 이에 대해 본인도 놀란 나머지 당황해 공부에 매진해 2학기에는 상위 20등을 차지했다. 이때 읽게 된 이부세 마스지(井伏鱒二)의 『이와타 군의 쿠로』(岩田君のクロ)에서 감명을 받았고, 3학년부터 마쓰자카야(松坂屋) 옆에 있던 오쿠라아토 정(御蔵跡町)의 도서관에 드나들기 시작해 오사카 외국어학교(大阪外国語学校)를 졸업할 때까지 온갖 책을 닥치는 대로 읽었는데, 동서고금의 여러 분야에 걸치는 방대한 분량의 서적을 독파하고 난 뒤에는 낚시나 장기와 관련된 책까지 읽었다고 한다. 반은 취미로써 등산을 좋아해 오사카 주변의 명산을 주로 찾기도 했다.
1940년(쇼와 15년)에 구제(旧制) 오사카 고등학교(大阪高等學校), 이듬해에는 구제 히로사키 고등학교(弘前高等學校)를 지망했지만 불합격되었다(고등학교 진학 당시 집안 사정으로 사립으로 진학하는 것은 허용되지 않았고, 공립으로 하라는 아버지의 엄명이 있었다). 1942년(쇼와 17년) 4월에 구제 오사카 외국어학교(大阪外国語学校, 신제 오사카 외국어 대학新制大阪外国語大学의 전신으로 이후 오사카 대학 외국어학부로 바뀌었다) 몽골어학과(蒙古語学科)에 입학하였다. 당시 학생의 대부분이 그러했듯 후쿠다 역시도 어학을 싫어했고 와세다 대학의 중국문학(中国文学)으로 편입할까를 고민하기도 했지만, 독서는 여전히 좋아했고 러시아 문학이나 사마천의 사기를 애독하였다.
1943년(쇼와 18년) 11월에 학도병으로 징집되어 오사카 외국어학부를 임시 졸업(이듬해 9월에 정식 졸업처리되었다)하고 효고현 가토군(加東郡) 가와이 촌(河合村, 지금의 오노시小野市) 세이노가하라(青野が原) 전차제19연대에 입대하였다. 군대 내에서 보기 드문 「하이쿠 모임」을 열어 집합 신호에는 늘 가장 늦게 도착하였다고 한다. 이듬해인 1944년 4월 만주 쓰핑의 쓰핑 육군전차학교(四平陸軍戦車学校)에 입교해 12월에 졸업하였다. 졸업 후에 만주 무단장(牡丹江)에서 전개된 구루메 전차제1연대(久留米戦車第一連隊) 제3중대 제5소대에 소대장으로써 배속되었다. 이듬해인 1945년에 본토결전(本土決戦)을 위해 니가타현을 거쳐 도치기현 사노시로 옮겼고, 이곳에서 육군소위로써 패전을 맞았다. 그때 어느 젊은 장교가 미군(연합군)이 도쿄를 공격하러 올 경우 도치기에서 도쿄로 이동해 공격한다는 작전에 「시민과 병사들이 혼란스러워 할 것입니다. 그럴 경우에는 어떻게 해야 합니까?」라고, 당시 일본 육군 대본영(大本営)으로부터 와 있던 도호쿠 출신의 소좌참모(少佐参謀)에게 질문했는데, 참모는 「(전차로) 치어 죽이면서 나아가면 된다」고 대답했다(다만 이 문답의 존재 자체는 당사자였던 시바 료타로 본인도 의문을 품고 있다)고 한다. 22살이었던 일본군 장교 후쿠다 데이이치, 시바 료타로는 「난 어쩌다 이딴 멍청한 전쟁이나 벌이는 나라에서 태어난 거지? 언제부터 일본인은 이렇게 멍청해져버린 거지?」라는 의문을 품게 되었고, 「옛날의 일본인은 좀 더 성실했을 게 틀림없는데」로써 「22살의 나 자신에게 편지를 쓰는 기분으로 소설을 썼다」(22歳の自分へ手紙を書き送るようにして小説を書いた)라고 술회하고 있다. 사노에서의 패전 체험은 그후 시바 료타로의 작가생활의 원점이었다고 여겨지고 있다.
패전 뒤에는 다시 도서관에 드나드는 생활로 돌아갔다.

### 기자 시절
돌아온 뒤 오사카 이쿠노구 이카이노(猪飼野) 히가시5초메(東五丁目)8에 있던, 재일조선인 류수현(柳洙鉉)이 운영하던 신세계신문사(新世界新聞社)에 오타케 아키히코(大竹照彦)와 함께 입사하였다가 1946년 다시 오타케와 함께 신일본신문(新日本新聞) 교토본사(京都本社)에 입사했다. 동료로는 아오키 신지로(青木幸次郎)가 있었다. 이 무렵부터 30세가 넘어서 소설을 쓰겠다는 생각을 하게 되었다. 대학, 종교 관련 기사를 썼는데 2년 뒤에 회사가 도산하면서 다시 산케이 신문 교토지국에 입사하였다. 입사해서 한 달도 안 되어 1948년 6월 28일 오후 후쿠이 지진(福井地震)이 일어났고, 그날 후쿠이로 취재를 나갔다. 같은 해 11월에는 가인(歌人) 가와다 준(川田順) 실종 사건을 취재했고, 「노년의 사랑」(老いらくの恋)이라는 말을 붙였는데 이것이 유행어가 되기도 했다.
이듬해 오사카 본사로 이동하였다. 1950년에는 금각사 방화 사건에 대한 기사를 썼다. 이 무렵 교토의 지샤 순례(寺社周り)나 교토대학을 맡아 그 결과 교토의 밀교사원에서 기이한 승려들과도 만났고, 이시야마 전투 때 혼간지 측 군량 조달책의 자손이 운영하던 과자점과 이야기할 기회가 있었는데, 교토대학에서 구와바라 다케오(桑原武夫)、가이즈카 시게키(貝塚茂樹) 등 교토학파의 학자들도 취재하는 등 훗날의 역사소설이나 에세이를 집필하는 동인이 되는 만남이었다. 이는 훗날 시바 료타로 자신이 쓴 회상기(대부분 『시바 료타로의 생각』司馬遼太郎が考えたこと에 수록)에 실려 있다. 그 뒤 문화부장、출판국 차장을 맡았다.
같은 해에 오사카 대학 의국(医局)의 약제사와 만나 첫 결혼을 하였고 1952년 장남이 태어났다. 그러나 1954년에 이혼, 장남은 친가인 후쿠다가(福田家)에 맡겨 조부모가 양육하였다. 이때 그의 결혼이나 태어난 아들이 있다는 것은 일절 공표되지 않았다.
1955년 《명언수필 샐러리맨》(名言随筆・サラリーマン, 六月社)을 발표하는데, 이 작품은 필명이 아닌 본명 후쿠다 데이이치로 발표하였고 그 밖에도 「만두전래기」(饅頭伝来記) 등 자신의 본명으로 발표한 작품도 있었다. 나아가 당시 친하게 지내던 나리타 아리히사(成田有恒, 데라우치 오요시寺内大吉)의 권유로 소설을 쓰게 되었다. 1956년 5월에 「페르시아의 환술사」(ペルシャの幻術師)가 제8회 고단구락부상(講談倶楽部賞)에 응모하는데, 「시바 료타로」라는 이름으로 투고한 이 소설은 당시 소설가 가이온지 주고로(海音寺潮五郎)의 극찬을 받아 수상에 성공하였고, 이 작품이 시바 료타로의 데뷔작이 되었다. 또한 데라우치와 함께 잡지 《근대설화》(近代說話)를 창간하고 이 《근대설화》와 함께 《오모시로 클럽》(面白倶楽部), 《소설 클럽》(小説倶楽部) 등 동인지에 작품 발표를 이어나갔고 1958년 7월에 「시바 료타로」의 이름으로 첫 작품집 《하얀 환희천(歡喜天)》(白い歓喜天)을 출판하였다. 당시 시바 료타로는 야마다 후타로(山田風太郎)와 함께 전기소설(伝奇小説)의 담당자로써 주목받았을 뿐 그가 본격역사소설의 대가가 되리라는 예상은 없었다. 이후 그는 산케이 신문에 「올빼미의 도성(梟のいる都城)」(훗날 《올빼미의 성》으로 제목을 바꾸었다)을 연재하기 시작했다.
1959년 1월 같은 산케이 신문의 기자 마쓰미 미도리(松見みどり)와 재혼하였다. 12월에 오사카시 니시구 나가호리(長堀)의 아파트로 거주지를 옮겼다. 같은 아파트에 난카이 호크스 시절의 야구선수 노무라 가쓰야가 살고 있었다. 이곳에서 소설 『오사카 사무라이』(大坂侍) 『올빼미의 성』을 발표하였으며, 1960년 『올빼미의 성』으로 제42회 나오키상을 수상하고, 이듬해 산케이 신문사를 퇴사하고 작가생활에 들어 갔다.

### 소설가 시절

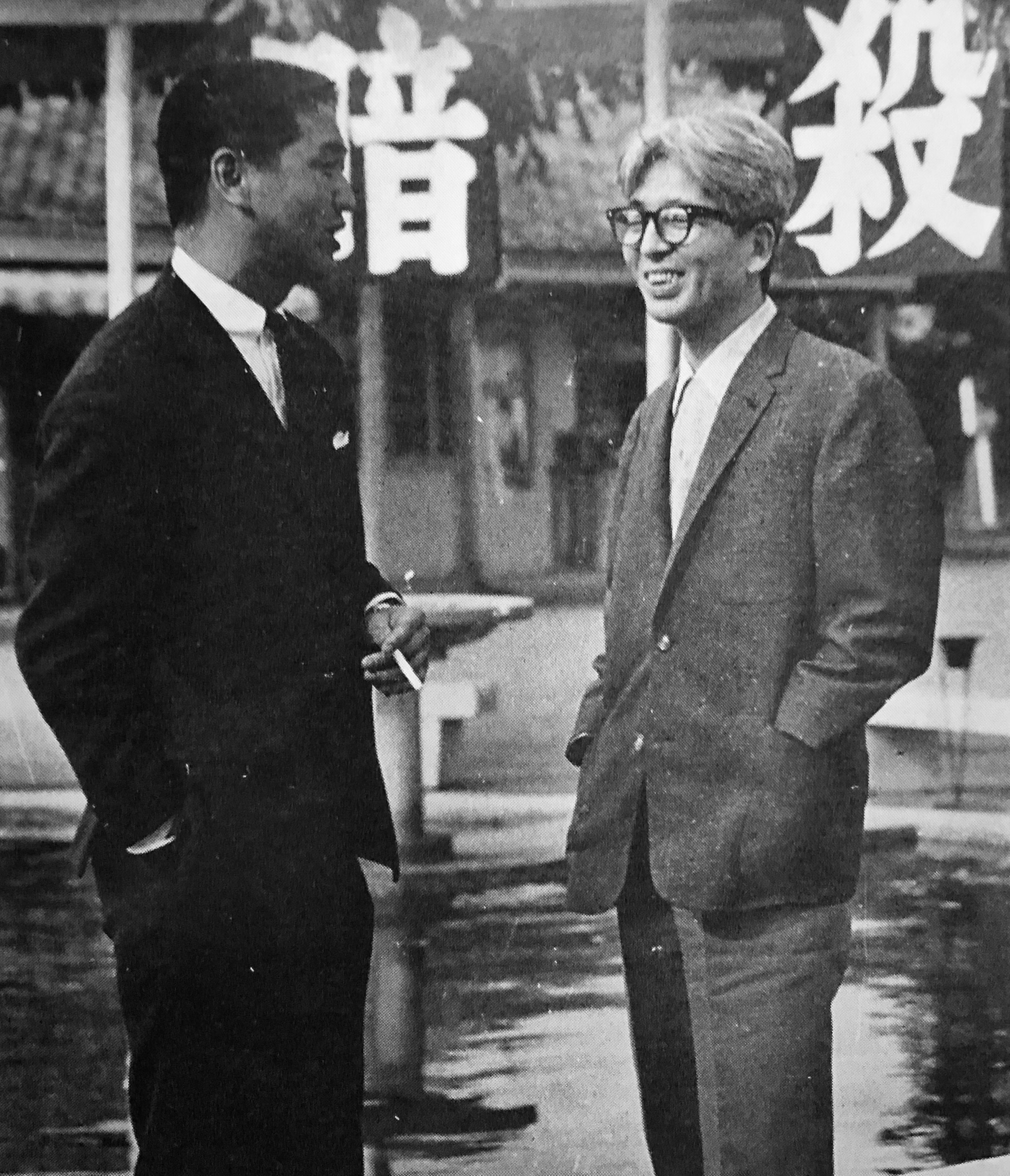
『암살』(1964年)의 감독 시노다 마사히로(篠田正浩)와 함께 찍은 사진

초기에는 나오키 상을 수상한 『올빼미의 성』이나 『오사카 사무라이』, 『바람의 무사』(風の武士), 『풍신의 문』(風神の門) 등의 장편이나, 단편으로 「페르시아의 환술사」, 「가신거사(果心居士)의 환술(幻術)」(果心居士の幻術), 「나는 가토」(飛び加藤) 등 시대 ・ 전기소설이 많았고, 닌자를 주인공으로 한 작품이 많은 이른바 '닌코 작가'(忍豪作家)라고도 불렸다(五味康祐 등을 지칭하던 이른바 검호작가剣豪作家에 빗댄 이름이었다). 또한 초기 장편들이 서아시아를 주요 무대로 하고 있다는 점도(당시로써는 더더욱) 이색적이었지만, 훗날의 창작으로는(에세이 등에서는 그 지역에 강한 관심을 유지했음에도 불구하고) 이어지지 않았다. 『돼지와 장미』(豚と薔薇), 『불타는 고찰』(古寺炎上) 등 추리소설도 있었지만 그다지 자신이 없었던지 이 두 작품을 제외하고 추리소설을 쓰지 않았다.
1962년부터 《료마가 간다》, 《타올라라 검》, 1963년부터 《나라 훔친 이야기》를 연재하면서 본격적으로 시바 료타로는 역사소설가로써의 왕성한 활동을 시작하였다. 이 무렵의 작품들부터 시바는 작가 자신이 작중에 수필 형식으로 개입해 해설하는 기법을 완성시켰다. 1964년에는 그의 마지막 거처가 될 후세시(布施市) 시타고사카(下小阪, 지금의 히가시오사카시東大阪市)로 옮겼는데, 가까운 곳에 인근의 대지주(大地主)로 우에노미야 고등학교(上宮中学)부터의 동급생인 야마타쿠 시게오(山澤茂雄)가 살고 있었고 평생 교류가 이어졌다(「近所の記」). 후에 그는 「외잡스러운 토지가 아니면 살 마음이 들지 않는다」라고 적고 있다. 1966년 기쿠치 간 상(菊池寛賞)을 수상하였다. 그 뒤에도 《나라 훔친 이야기》를 계속 써 나갔고, 《신사 타이코기》(新史太閤記), 《세키가하라 전투》(関ヶ原), 《성채》(城塞) 등의 작품들을 집필하였으며, 이들 네 작품은 '센고쿠 4부작'이라 불리게 된다.
1971년부터 기행수필 《가도를 가다》(街道をゆく)를 《주간 아사히》(週刊朝日)에 연재하기 시작했다. 1972년에는 메이지 일본의 인간군상들을 그린 《언덕 위의 구름》의 산케이 신문 연재를 마쳤다. 또한 막부 말기를 다룬 《세상을 사는 나날들》(世に棲む日日)로 요시카와 에이지상을 수상하였다. 초기 시절부터 시바 료타로가 보인 밀교적인 것에 대한 관심은 《구카이의 풍경》(空海の風景)으로 결실을 맺었으며(이 작품으로 시바 료타로는 일본예술원 은사상日本芸術院恩賜賞을 수상하였다) 일본에서 「국민적 작가」라는 타이틀이 정착하기 시작하고, 역사를 조망해 하나의 이야기로 보는 시바 료타로의 관점은 이른바 시바 사관(司馬史観)으로까지 불리며 독자적인 역사관을 쌓아올리고 인기를 얻었다.
1970년대 중기부터 80년대에 걸쳐 시바 료타로는 메이지 초기를 다룬 《나는 듯이》(翔ぶが如く)나 《나비의 꿈》(胡蝶の夢), 에도 후기를 다룬 《유채꽃의 바다》(菜の花の沖), 센고쿠 시대를 다룬 《하코네 고개》(箱根の坂) 등을 발표했으며, 청 왕조가 흥기하던 시대를 소재로 한 《타타르 질풍록》(韃靼疾風録)을 마지막으로 소설 집필을 그만두고, 《가도를 가다》(街道をゆく)나 한 달에 한 번 연재하던 에세이 《풍진초》(風塵抄), 《이 나라의 모습》(この国のかたち) 등을 쓰면서 일본이란 무엇이며, 일본인이란 무엇인가를 묻는 문명비판을 행했다.

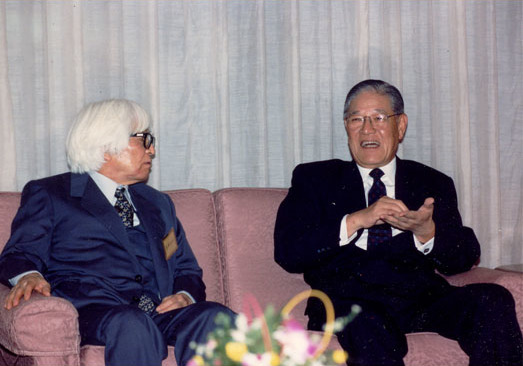
리덩후이(李登輝)와 대담하는 시바

1981년에는 일본예술원(日本芸術院)의 회원이 되었고, 1991년에는 일본 정부로부터 문화공로자로써 인정받아 1993년 문화훈장을 수상하였다. 이 무렵부터 시바 료타로는 허리 통증을 앓기 시작하였는데(시바 자신은 좌골 신경통이라고 생각했지만, 실제로는 그의 직접 사인이 되는 복부 대동맥 동맥류였다) 그런 가운데서도 《가도를 가다 - 타이완 기행》 취재에 나서서, 타이베이에서 당시 타이완(자유중국) 총통 리덩후이(李登輝)와의 회담 《장소의 비애》를 쓰거나 다시 《가도를 간다》 취재로써 아오모리의 산노우치마루야마 유적(三内丸山遺跡)을 방문하는 등 정력적인 활동을 이어나갔다. 그리고 말년에는 노몬한 사건(할힌골 전투)의 작품화를 구상하고 있던 것으로 알려져 있지만, 실행에 옮겨지지는 않았다.
1996년 1월, 《가도를 가다 - 신비참주기濃尾参州記》의 취재를 마치고, 연재 중이던 2월 10일 심야에 갑자기 피를 토하고 쓰러져서 국립 오사카 병원(현 국립병원기구 오사카 의료 센터)에 입원하였으나, 이틀 뒤인 2월 12일 오후 8시 50분, 복부 대동맥 동맥류 파열로 끝내 사망하였다. 향년 72세. 시바 료타로가 사망한 날은 그가 생전 좋아하던 유채꽃에서 따온 '유채꽃 기일(菜の花忌)'이라고 불리는데 공교롭게도 그가 사망한 일본 국립 오사카 병원은 《꽃의 신》(花神)을 집필한 소설가 오무라 마스지로(大村益次郎)가 사망한 곳이기도 했다. 집필 중이던 《신비참주기》는 끝내 완결을 보지 못하고 미완성으로 끝났다. 그의 매장에는 친족들만이 참석했으며, 3월 10일에 오사카 시내의 호텔에서 열린 '시바 료타로 씨의 장송 모임'에는 약 3,000명이 참석하였다. 법명은 요망원석정중(遼望院釋淨定)이었다. 일본 정부는 시바 료타로에게 종3위를 추사(追賜)하였다.
시바 료타로가 사망하고 이듬해 시바 료타로 기념 재단(司馬遼太郎記念財団)이 발족, 시바 료타로 상이 제정되었다. 2001년 히가시오사카 시의 시바 료타로 자택 인근에 시바 료타로 기념관이 세워졌다. 시바 료타로 기념실(記念室)이 있는 히메지 문학관(姫路文学館)에서는 해마다 8월 7일(시바 료타로의 생일)에 연고가 있는 명사를 게스트로 초정해 「시바 료타로 메모리얼 데이」를 개최하고 있다. 또한 NHK 대하드라마로 가장 많이 드라마화된 작품 원작가이기도 한데, 「21세기 스페셜 대하드라마」(훗날 NHK 스페셜 드라마로 변경)라 불리는 「언덕 위의 구름」을 포함해 모두 7개 작품에 이른다.

## 특징
역사소설가로써는 월터 스콧 이래의 인물 중심주의 사조를 이어, 필명부터 고대 중국의 사마천의 명저 《사기》(史記) 열전의 형식을 빌린 작가이기도 하다.
특징으로는 기본적으로 등장인물이나 주인공에 대해 호의적이며 작가가 호의를 가진 인물을 중심으로 그려진다. 이를 통해 작가는 주인공에 대해 가지는 자신의 공감을 독자와 주인공의 관계로까지 끌어올리고, 스토리 속으로 독자를 끌어들이는 수법을 쓰는 경우가 많다. 또한 역사의 대국적인 서술에 수반된 풍문을 많이 사용해 등장인물을 소묘하거나 다소 돌발적이면서도 객관적인 묘사에 의한 건조한 유머나 여유 있는 인간 긍정의 태도를 보이는 수법은 그때까지의 일본의 역사소설의 전통에서는 볼 수 없는 이질적인 것이었다고 평가되기도 하며, 그 작품이 끼친 영향은 크다. 「여담으로……」라는 말에서 보이듯 이야기와는 직접적인 관계가 없는 에피소드나 시바 자신의 경험담(등장인물의 자손에 대한 취재나 방문한 지역의 묘사) 등을 적절하게 이야기 속에 삽입하고 있어 수필을 읽는 듯한 수법도 시바 료타로 소설의 특징 가운데 하나로 꼽힌다.
일본의 논평가 가와모토 사부로(川本三郎)로부터는 「이치헤이니타로」(一平二太郎, 후지사와 슈헤이藤沢周平, 시바 료타로, 이케나미 쇼타로池波正太郎)의 한 사람으로 꼽혔으며 「일본 성인 남성」의 소양으로써 읽어야 할 작가로 평가받기도 하였다.
시바 료타로의 그 독특한 문체는 훗날 와타나베 나오미(渡部直己)나 시미즈 요시노리(清水義範)의 패스티시 대상이 되었으며, 한편으로 사케미 겐이치(酒見賢一)의 『후궁소설』(後宮小説)처럼 그의 문체의 오마주격 작품이 나타나기도 했다.
작품 속 인물의 내면묘사에 그렇게까지 깊게 들어 가지 않기에 '천박하다'고 평가받기도 하며, 장편에서는 주제가 파탄나기도 한다는 비판이 있다. 그러나 다수의 등장인물을 단번에 써내면서 이야기를 전개해 나가는 시바 료타로의 수법상 어느 정도는 어쩔 수 없는 측면도 있지 않겠느냐는 반론도 존재한다. 특히 내면묘사를 피하는 것은 인간을 외부에서 파악하고 단순화(전형화)해 보이는 18세기 유럽 소설이나 한문 역사서의 영향에 의한 것이 크고 「전형적인 인간」이냐 「전형에서 나름대로의 내면묘사」냐라는 문제는 소설의 형식의 문제(18세기형 소설이냐, 19세기형 소설이냐)라고 하는 견해도 있다. 장편의 구성력이 약하다는 지적도 있는데, 앞에서 다룬 「여담인데…」라는 말로 이야기가 새는 경우도 있듯, 예를 들어 소설가 겸 문예평론가 마루야 사이이치(丸谷才一)의 「전체의 3/5는 조잡하다」(全体の五分の三あたりのところから雑になる), 「초반에 나왔던 복선이 후반에 회수되지 않는다」(最初の伏線が後半で生かされない)라는 평도 있다. 다만 이러한 「조잡하다」, 「두서가 없다」가 어느 정도 다듬어진 결과, 다양한 인물이 한 무대에 잇따라 등장해 풍문을 소개하고는 사라진다, 는 '그랜드 호텔' 형식의 소설로써 성공한 것이라 평가받는 작품도 있다(『사람들의 발자국 소리』ひとびとの跫音의 경우). 철학자 우메하라 다케시(梅原猛)는 시바 료타로가 소설에서 그린 인물들에 대해 "그다지 이상이나 도덕을 믿지 않는 인간들이다. 이런저런 세상의 단맛 쓴맛 다 보고 다니다 어느새 한 가지 사명에 눈떠 그 시대가 요구하는 어려운 문제를 보기 좋게 해결하고 그다지 보답도 바라지 않고 죽어간다."고 평했다.
작가 시바 료타로의 후반기는 소설 창작에서 벗어나 수필이나 문명 비판 등이 주가 되었는데, 합리적 사고와 구체적 고증에 의한 역사평론을 하기도 했다.

## 저술

### 장편소설
(제목, 년도, 출판사, 주요 등장인물 순으로 나열하였으며, ☆표는 한국어 번역이 있는 작품)
- ☆《올빼미의 성》(梟の城, 1959년 고단샤) - 이시카와 고에몬
- 《가미가타 부시도》(上方武士道, 1960년 주오코론샤(中央公論社) - ※ 시바의 타계 후에 《피어오르는 가미가타 부시도》(花咲ける上方武士道)로 제목을 바꾸어 재간행.
- 《바람의 무사》(風の武士, 1961년 고단샤) - 에도 시대 말기 이가 도신(伊賀同心)의 먼 후손 쓰게 신고(柘植信吾)를 주인공으로 하는 전기소설.
- 《전운의 꿈》(戦雲の夢, 1961년 고단샤) - 조소카베 모리치카
- 《풍신의 문》(風神の門, 1962년 신초샤 - 사나다 10용사(真田十勇士)의 기리가쿠레 사이조
- ☆《료마가 간다》(竜馬がゆく, 1963-1966년 문예춘추신사 - 사카모토 료마
- ☆《타올라라 검》(燃えよ剣, 1964년 문예춘추신사) - 히지카타 도시조 신센구미
- 《시리쿠라에 마고이치》(尻啖え孫市, 1964년 고단샤) - 아즈치 모모야마 시대 사이가철포대(雑賀鉄砲衆)를 이끌고 오다 노부나가에 맞섰던 사이가 마고이치를 그린 작품.
- 《공명의 갈림길》(功名が辻, 1965년 문예춘추신사) - 야마우치 가즈토요와 그 아내 지요(千代)
- 《성을 얻은 이야기》(城をとる話, 1965년 고분샤(일본어판))
- ☆《나라 훔친 이야기》(国盗り物語, 1965-1966년 신초샤) - 사이토 도산, 오다 노부나가, 아케치 미쓰히데, 도요토미 히데요시
- 《아아 낭화유협전》(俄 浪華遊侠伝, 1966년 고단샤) - 막부 말기의 협객 아카시야 만키치(明石屋万吉)를 비롯한 오사카 서민들의 시선에서 그려낸 막부 말기의 모습.
- ☆《세키가하라 전투》(関ヶ原, 1966년 신초샤) - 도쿠가와 이에야스, 이시다 미쓰나리, 시마 사콘, 혼다 마사노부
- 《북두칠성의 사나이》(北斗の人, 1966년 고단샤) - 지바 슈사쿠(千葉周作)
- 《열한 번째 지사》(十一番目の志士, 1967년 문예춘추)
- 《마지막 쇼군》(最後の将軍, 1967년 문예춘추) - 도쿠가와 요시노부 ※영문 번역판으로 《The Last Shogun》(Juliette Winters Carpenter 역)이 있다.
- 《순사》(殉死, 1967년 문예춘추) - 노기 마레스케 고다마 겐타로
- 《여름 풀의 노래》(夏草の賦, 1968년 문예춘추) - 조소카베 모토치카
- 《신사태합기》(新史太閤記, 1968년 신초샤) - 도요토미 히데요시, 이시다 미쓰나리, 도쿠가와 이에야스
- 《요시쓰네》(義経, 1968년 문예춘추) - 미나모토노 요시쓰네
- 《언덕》(峠, 1968년 신초샤) - 가와이 쓰구노스케(河井継之助)
- 《미야모토 무사시》(宮本武蔵, 1968년 아사히신문사《일본자객전》日本剣客伝)에 수록됨)
- ☆《언덕 위의 구름》(坂の上の雲, 1969-1972년 문예춘추) - 아키야마 요시후루 아키야마 사네유키 형제, 마사오카 시키, 고다마 겐타로 도고 헤이하치로, 야마모토 곤노효에, 노기 마레스케, 히로세 다케오) 러일전쟁 발틱 함대 ※한국어 번역판 중에 《제국의 아침》으로 제목이 붙은 것도 있다.
- 《요괴》(妖怪, 1969년 고단샤) - 히노 도미코 아시카가 요시마사
- 《대도선사》(大盗禅師, 1969년 문예춘추) - 다이주 선사(大濤禅師)의 막부 전복・명나라 재흥 계획을 주인공 우라야스 센파치(浦安仙八)를 중심으로 그려낸 판타지 소설. 유이 쇼세쓰(由比正雪) 정성공(鄭成功)
- 《세월》(歳月, 1969년 고단샤) - 에토 신페이(江藤新平), 오쿠보 도시미치
- 《세상 사는 나날》(世に棲む日日, 1971년 문예춘추) - 요시다 쇼인, 다카스기 신사쿠
- 《성채》(城塞, 1971-1972년 신초샤) - 오사카 겨울 전투, 오사카 여름 전투를 그린 작품. 오바타 가게노리(小幡景憲), 도쿠가와 이에야스
- 《화신》(花神, 1972년 신쇼사) - 오무라 마스지로 기도 다카요시
- ☆《패왕의 가문》(覇王の家, 1973년 신초샤) - 도쿠가와 이에야스
- 《하리마의 앞바다》(播磨灘物語, 1975년 고단샤) - 구로다 조스이(黒田如水)
- ☆《나는 듯이》(翔ぶが如く, 1975-1976년 문예춘추) - 메이지 유신〜세이난 전쟁, 오쿠보 도시미치, 사이고 다카모리, 가와지 도시요시(川路利良)
- 《공(空)의 바다》(空海の風景, 1975년 주오공론사) - 2013년 영문 번역판 제목은 空海 〈KUKAI THE UNIVERSAL〉역자는 다케모토 아키코(武本明子). ISBN 978-4-86387-035-2
- 《호접몽》(胡蝶の夢, 1979년 신초샤) - 시바 료카이(司馬凌海), 마쓰모토 료준(松本良順), 세키 간사이(関寛斎)
- ☆《항우와 유방》(項羽と劉邦, 1980년 신초샤) - 중국의 초한전쟁을 다룬 소설. 연재 당시의 제목은 〈한(漢)의 바람 초(楚)의 비〉(漢の風　楚の雨)였다.
- 《저마다의 발소리》(ひとびとの跫音, 1981년 주오공론사) - 마사오카 시키의 누이동생 마사오카 리쓰(正岡律)의 양자였던 마사오카 주사부로(正岡忠三郎).
- 《유채꽃의 바다》(菜の花の沖, 1982년 문예춘추) - 다카다야 가헤이(高田屋嘉兵衛).
- 《하코네 고개》(箱根の坂, 1984년 고단샤) - 호조 소운(北条早雲)
- ☆《달단질풍록》(韃靼疾風録, 1987년 주오코론샤) - 중국 청(淸) 왕조의 건국자 누르하치와 홍타이지 등. 명청교체기의 중국의 모습을 일본 히라도번 출신의 가쓰라 소스케(桂庄助) 관점에서 묘사한 작품. ※영문 번역판 제목은 《The Tatar Whirlwind》(Joshua Fogel 역)
  - 한국에는 1990년 명지출판사에서 번역 출간되었다. 역자는 서석연.

### 단편소설
※는 후에 문고본(다른 회사 및 신편도 포함)으로 재간된 것이다.
- 『하얀 환희천』(白い歓喜天, 1958년、凡凡社) - 첫 출간.

「페르시아의 환술사」(ペルシャの幻術師) 「과벽의 흉노」(戈壁の匈奴) 「하얀 환희천」 「도솔천 순례」(兜率天の巡礼)
- 『오사카 고개』(大阪侍, 1959년、도호샤東方社) - ※몇 작품을 바꾸어 고단샤문고본으로 재판.

「와슈(和州)의 장자」(和州長者) 「도둑질 명인」(泥棒名人) 「도적과 간자」(盗賊と間者) 「법가(法駕)에 숨은 귀인」(法駕籠のご寮人さん) 「오사카 고개」(大坂侍) 「나니와 촌의 복수」(難波村の仇討)
- 『최후의 이가 닌자』(最後の伊賀者, 1960년、문예춘추신사) - ※고단샤문고본으로 재판.

「외법불」(外法仏) 「하청닌자」(下請忍者) 「이가 닌자」(伊賀者) 「최후의 이가 닌자」 「로세쓰를 죽여라」(蘆雪を殺す) 「천명의 화가」(天明の絵師)
- 『가신거사의 환술』(果心居士の幻術, 1961년、신쇼사) - ※신쇼문고본으로 재판.

「야타가라스」(八咫烏) 「주도」(朱盗) 「우황가지」(牛黄加持) 「가신거사의 환술」 「나는 가토」(飛び加藤) 「미부 교겐의 밤」(壬生狂言の夜)
- 『오오, 대포여』(おお、大砲, 1961년、주오공론샤) - ※몇 작품을 바꾸어 「떠드는 단고에몬」(言い触らし団右衛門)(주오문고)로 재판.

「떠드는 단고에몬」 「이와미 주타로의 계도」(岩見重太郎の系図) 「팔리는 이야기」(売ろう物語) 「사이가의 후네텟포」(雑賀の舟鉄砲) 「오오 대포여」(おお大砲)
- 『일야궁녀』(一夜官女, 1962년、도호샤東方社) - ※「여자는 노는 이야기」(女は遊べ物語), 「수도의 검객」(京の剣客)를 추가해 주오문고본으로 재판.

「일야궁녀」「비의 여인」(雨おんな) 「사무라이 대장의 가슴털」(侍大将の胸毛) 「이가의 네 귀신」(伊賀の四鬼)
- 『진설(真説) 미야모토 무사시』(真説宮本武蔵, 1962년、문예춘추신사) - ※고단샤문고본으로 재판.

「진설 미야모토 무사시」「수도의 검객」 「에치고의 칼」(越後の刀) 「지바 슈사쿠」(千葉周作) 「가즈사의 검객」(上総の剣客) 「기묘한 검객」(奇妙な剣客)
- 『하나부사 조베에』(花房助兵衛, 1963년、도겐샤桃源社)

「이가 닌자」 「기묘한 검객」 「하나부사 소베에」(花房助兵衛) 「두 사람의 군사(軍師)」(軍師二人) 「가르라, 성을」(割って、城を) 「지바 슈사쿠」 「가즈사의 검객」
- 『막부 말기』(幕末, 1963년、문예춘추신사) - ※전12편 가운데 10편은 월간지 『オール讀物』(1963년), 「레이제이 참살」(冷泉斬り)는 월간지 『일본』(1962년 6월호)에 발표되었다. 「줄행랑 고고로」(逃げの小五郎)만이 본작에서 처음 나왔다. 문춘문고로 재판.

「사쿠라다문 밖의 변」(桜田門外の変) 「기묘한 하치로」(奇妙なり八郎) 「하나마치야 습격」(花町屋の襲撃) 「사루가쓰지 혈투」(猿ヶ辻の血闘) 「레이제이 참살」 「기온 축문」(祇園囃子) 「도사의 밤비」(土佐の夜雨) 「줄행랑 고고로」 「죽어도 죽을 수 없는」(死んでも死なぬ) 「창의대 무네산요」(彰義隊胸算用) 「낭화성 화공」(浪華城焼討) 「마지막 양이지사」(最後の攘夷志士)
- ☆『신센구미 혈풍록』(新選組血風録, 1964년、주오공론사) - ※막부 말기 신선조를 그린 연작 단편 15작품을 수록. 가도카와(角川) ・ 중공문고(中公文庫)로 재판되었다.
- 『귀모(鬼謀)의 사나이』(鬼謀の人, 1964년、신쇼사) - 표제는 오무라 마스지로(大村益次郎)、가와이 쓰구노스케(河井継之助)、오카다 니조(岡田以蔵) 능 막부 말기의 인물 군상

「귀모의 사나이」「영웅아」(英雄児) 「게이오 나가사키 사건」(慶応長崎事件) 「칼잡이 니조」(人斬り以蔵) 「훤화초운」(喧嘩草雲)
- 『취했소이다』(酔って候, 1965년、문예춘추新社) - ※막부 말기의 다이묘 야마우치 요도(山内容堂)、시마즈 히사미쓰(島津久光)、다테 무네나리(伊達宗城)、나베시마 나오마사(鍋島閑叟)를 그린 전기 단편. 문춘문고로 재판되었다.

「취했소이다」 「여우 말」(きつね馬) 「다테의 흑선」(伊達の黒船) 「비젠의 요괴」(肥前の妖怪)
- 『도요토미 가문의 사람들』(豊臣家の人々, 1967년、주오공론사) - ※아즈치 모모야마 시대 도요토미 히데요시를 섬겼던 열 명의 인물을 그린 연작 단편. 가도카와 ・ 중공문고로 재판.
- 『왕성을 호위하는 자』(王城の護衛者, 1968년、고단샤) - ※「칼잡이 니조」를 추가해 고단샤문고(1971년)로 재판.

「가모 강물」(加茂の水) 「왕성을 호위하는 자」「영웅아」「귀모의 사나이」
- 『훤화초운』(1968년、도호샤) - 표제는 막부 말기의 화가 다자키 소운(田崎草雲)의 기구한 인생을 그렸다.
- ☆『고향을 어이 잊으리까』(故郷忘じがたく候, 1968년、문예춘추) ※ - 임진왜란 당시 일본으로 끌려갔던 조선인 도공 심수관 가문의 이야기를 그린 작품으로, 시바 료타로의 작품 가운데서는 유일하게 생존중인 인물(심수관)을 주인공으로 하는 작품이었다. 문춘문고로 재판. 한국에도 번역 출간되었다.

「고향을 어이 잊으리까」 「참살」(斬殺) 「호두에 술」(胡桃に酒)
- 『칼잡이 니조』(人斬り以蔵, 1969년、신쇼문고) - 문고본으로 신편 재판.

「귀모의 사나이」「칼잡이 니조」「가르라, 성을」 「오오, 대포여」 「떠드는 단고에몬」 「다유 도노자카」(大夫殿坂) 「미노의 낭인」(美濃浪人) 「팔리는 이야기」
- 『말을 탄 소년이 지나간다』(馬上少年過ぐ, 1970년、신쇼사) 、표제작은 다테 마사무네(伊達政宗)

「말을 탄 소년이 지나간다」「重庵の転々」「성의 요괴」(城の怪) 「담비 가죽」(貂の皮)
※「영웅아」 「게이오 나가사키 사건」 「훤화초운」을 추가해 신쇼문고에서 1978년 신편 재판.
- 『시바 료타로 단편 총집』(司馬遼󠄁太郎短篇総集, 1971년、고단샤) - 오자키 히데키(尾崎秀樹)의 해설과 함께 50여 편의 단편을 수록하였다.
- 『목요도의 밤 모임』(木曜島の夜会, 1977년、문예춘추) ※- 시바 료타로 집필시기의 최후반기의 단편집으로 문춘문고(文春文庫)로 재판.

「목요도의 밤 모임」 「이웃은 악역」(有隣は悪形にて) 「다이라쿠 겐타로(大楽源太郎)의 삶과 죽음」(大楽源太郎の生死) 「고무로(小室) 아무개의 비망록」(小室某覚書)
- 『나는 곤겐이다』(おれは権現, 1982년、고단샤문고) - 다음은 문고본으로 재판된 것들이다.

「애염명왕」(愛染明王) 「나는 곤겐이다」 「소베에 이야기」(助兵衛物語) 「가쿠베에 이야기」(覚兵衛物語) 「신쿠로 이야기」(信九郎物語) 「와카에 강둑의 안개」(若江堤の霧) 「けろりの道頓」
- 『두 사람의 군사(軍師)』(1985년、고단샤문고)

「사이가의 후네뎃포」「여자는 노는 이야기」「嬖女守り」「비의 여인」「일야궁녀」「사무라이 대장의 가슴털」 「가르라, 성을」 「두 사람의 군사」
- 『암스트롱포』(アームストロング砲, 1988년、고단샤문고) - 막부 말기 군상극

「사쓰마 조후쿠지토」(薩摩浄福寺党) 「창고의 젊은 주인」(倉敷の若旦那) 「암스트롱포」 「이심류 이문」(理心流異聞) 「협객 만스케 진담」(侠客万助珍談) 「베어는 보았으나」(斬ってはみたが) 「고조의 병영」(五条陣屋) 「미부 교겐의 밤」 「다유 도노자카」
- 『페르시아의 환술사』(2001년、문춘문고) - 첫 문고화된 작품집.

「도솔천 순례」 「페르시아의 환술사」 「과벽의 흉노」
- 『사무라이는 무서워』(侍はこわい, 2005년、고분샤문고) - 저자 생전에 미수록되었던 작품들.

「権平五千石」 「호걸과 항아리」(豪傑と小壺) 「忍者四貫目の死」 「여우 베기」(狐斬り) 「ただいま十六歳」 「사무라이는 무서워」 「묘가사이의 무술」(みょうが斎の武術) 「소베에 이나바」(庄兵衛稲荷)
- 『화요담』(花妖譚, 2009년、문춘문고) - 신문기자시절 자신의 본명인 「후쿠다 데이이치」 명의로 쓴 단편환상소설집.

「숲의 미소년」(森の美少年) 「튤립의 성주」(チューリップの城主) 「검은 모란」(黒色の牡丹) 「오강의 달 요곡(謡曲) 『항우』에서」(烏江の月　謡曲『項羽』より) 「깊은 늪」(匂い沼) 「수련」(睡蓮) 「기쿠노젠시」(菊の典侍) 「흰 동백」(白椿) 「사프란」(サフラン) 「몽골 벚꽃」(蒙古桜) 등

## 일화
- 그가 어린 시절을 보냈던 외가 주위로 고분이 많았고, 토기(土器) 파편이나 돌화살촉 등을 줍기도 했다. 또한 당시 소년 치고는 특이하다고 할 점은 아니었지만 대륙의 마적(馬賊)을 동경하기도 했다. 훗날 전차 부대의 소대장이 된 것도 그의 어린 시절 꿈의 결실이었다는 지적도 있다.
- 한국의 《월간중앙》 보도에 따르면 중학교 1학년 1학기의 영어 독해 시간에 뉴욕이라는 지명이 나오자, 시바는 교사에게 "이 지명에 무슨 의미가 있나요?"라고 물었는데, 교사는 시큰둥하게 "지명에 무슨 의미랄 게 있더냐"라고만 반응했고, 시바는 이에 기어이 도서관에 가서 책을 뒤지며 '뉴욕'이라는 지명의 어원과 유래가 영국 국왕의 동생 요크 공의 이름에서 따온 것이라는 걸 알아냈고, 이후 도서관을 자주 드나들게 되었다고 한다. 시바의 아내인 부인 후쿠다 미도리는 남편을 두고 "보통의 인간은 나이를 먹으면 사물에 대한 호기심이 줄어들게 마련이다. 생각할 기력이 없어진다. 시바 료타로는 반대였다. 혼이 점점 젊어진 듯했다."라고 회고하였다.[7]
- 중학교 시절 온갖 종류의 책을 독파하는 와중에 근처 아베노(阿倍野)에 있는 백화점의 도서 코너에서 소설가 요시카와 에이지의 《미야모토 무사시 전집》(宮本武蔵全集)을 서서 읽기로 모두 독파했다고 한다. 늘 찾아오면서 책을 사지도 않고 서서 읽고 가기만 하는 그에게 매장 주임이 「우리 매장이 무슨 도서관인 줄 아느냐?」라며 불평하자 「거기서 여기 있는 책을 다 사 줄 테니까요」라고 대답했다고 한다.
- 구제 오사카 외국어학교 입학 당시 교내 식당에서 상급생이 신입생을 맞이하는 환영회에서는 상급생이 게다짝에 목검이나 죽도를 휘두르면서 목청껏 고함 치고 호령하면서 훈시를 하거나 군가(軍歌)를 지도하는 관행이 있었다. 시바 료타로는 이때의 환영회에서 분위기를 띄우는 역할을 맡기도 했는데 이는 그의 성격이 얼마나 밝았는지를 보여주는 한 대목이다.
- 구제 오사카 외국어학교에는 시바 료타로의 2년 후배인 쇼노 준조(庄野潤三, 영어학과), 1년 선배인 진순신(인도어학과), 동기인 아카오 도시(赤尾兜子, 중국어학과) 등의 「창작 클럽」도 있었는데, 시바 료타로는 그에 가입하지는 않았다.
- 대학 당시의 시바 료타로는 하얗고 통통한 얼굴의 동안이었는데 구제 고등학교를 동경해 게다를 신은 채 등하교했다고 한다. 교실에서는 「읏차, 읏차」하는 소리를 내며 들어왔고 생도간에 인기 있는, 늘 사람이 모여드는 중심이었다. 수업에서도 자주 발언을 했다. 식사는 잘 했으며 아침 식사는 보통 다섯 그릇 넘게 먹어치웠다고 한다. 당시 시바 료타로의 좌우명은 「중용(中庸)의 덕(德)」이었다.
- 쓰핑에서의 육군전차학교 시절 일화로, 문과 계열로써 기계에 약했던 시바 료타로는 한 번은 전차를 움직이려고 이곳저곳 조작하다가 엔진이 기동했으나 그 속에서 갑자기 하얀 연기가 피어오르자 놀라서 「도와주십시오!」라고 비명을 지르며 뛰쳐나왔고, 코드가 전차에 연결되어 전류가 흐르고 있는 와중에 손도끼로 코드를 끊어 무사했다고 한다. 전차학교에서의 성적 우수자는 다른 부대로 전출되어 실제 전투에 투입되었으나 성적이 우수하지 않은 경우는 그대로 대륙에 배속되었고 시바 료타로 역시 성적이 우수하지 못한 부류로 분류되었는데, 이것이 시바 료타로의 생사를 갈랐다.
- 산케이 신문 입사 당시, 산케이 신문으로부터 「외국어대를 졸업했다니 영어 정도는 할 수 있겠군」이라며 입사 권유를 받았는데, 정작 시바 본인은 영어를 전혀 하지 못하면서도 「할 수 있습니다」라고 응해 산케이 신문 교토지국에 입사하게 되었다고 한다.

## 김대중 구명 활동
1980년 대한민국의 정치인 김대중이 내란 혐의로 신군부에게 사형을 선고 받자 시바 료타로는 당시 일본 총리 스즈키 젠코에게 편지를 보내 구원에 나서 달라고 부탁하였다.

## 같이 보기
- 사카모토 료마
- 언덕 위의 구름
- 일본의 우익 단체
- 팔굉일우
- 황국사관
- 천황제 파시즘